# Gerhard Sommer
Gerhard Sommer (ur. 24 czerwca 1921, zm. 2019) – niemiecki oficer Waffen-SS z czasów II wojny światowej, Untersturmführer (podporucznik)  16. Dywizji Grenadierów Pancernych SS Reichsführer-SS, w ramach której brał udział w działaniach odwetowych przeciwko włoskim partyzantom i masakrze 560 mieszkańców miejscowości Sant’Anna di Stazzema, w dniu 12 sierpnia 1944 r.
Mieszkał w Hamburgu, w Niemczech. Do 2015 znajdował się na Liście poszukiwanych zbrodniarzy nazistowskich Centrum Szymona Wiesenthala. W maju 2015 został uznany za niezdolnego do odpowiadania przed sądem z powodu demencji.